# Ozyptila claveata
Ozyptila claveata là một loài nhện trong họ Thomisidae.
Loài này thuộc chi Ozyptila. Ozyptila claveata được Charles Athanase Walckenaer miêu tả năm 1837.